# Helena Carreiras
Maria Helena Chaves Carreiras, geralmente conhecida como Helena Carreiras (Portalegre, 26 de setembro de 1965), é uma socióloga portuguesa, foi ministra da Defesa Nacional de Portugal, sendo a primeira mulher a ocupar a pasta.

## Biografia
Licenciou-se em 1987 pelo ISCTE. Em 2004, doutorou-se em Ciências Sociais e Políticas pelo Instituto Universitário Europeu de Florença, defendendo uma tese sobre políticas de integração de género nas Forças Armadas dos países da NATO. É professora associada no ISCTE, nas áreas da Sociologia, Políticas Públicas e Metodologia de Pesquisa Social, sendo investigadora do Centro de Investigação e Estudos de Sociologia. A sua carreira académica tem vindo a centrar-se na investigação das questões de género no seio das instituições militares, a integração das mulheres no meio militar, as relações entre a sociedade civil e as Forças Armadas e as políticas públicas de segurança e defesa.
Entre 2010 e 2012 foi subdiretora do Instituto de Defesa Nacional (IDN), em 2015 do CIES - Centro de Investigação e Estudos de Sociologia, e entre 2018 e 2019 do IPPS - Instituto para as Políticas Públicas e Sociais. En 2019 foi nomeada diretora do IDN.
A 30 de março de 2022 tornou-se a primeira mulher a liderar o Ministério da Defesa, integrando o XXIII Governo Constitucional liderado por António Costa e tendo sucedido a João Gomes Cravinho. Foi a terceira figura na hierarquia desse executivo.
Carreiras reconhece o reforço da NATO na sequência da invasão da Ucrânia pela Rússia e defende que a União Europeia deve aumentar o investimento na defesa em colaboração com a NATO.

## Obra publicada
É autora de 13 livros, 44 capítulos de livro e 26 artigos em revistas especializadas. Entre as suas publicações destacam-se "Mulheres nas Forças Armadas Portuguesas" (Cosmos, 1997), "Mulheres em Armas. A Participação Militar Feminina na Europa do Sul" (Cosmos e IDN, 2002), "Gender and the Military. Women in the Armed Forces of Western Democracies" (Routledge, 2006), "Women in the Military and in Armed Conflict" (Vs Verlag, 2008), "Qualitative Methods in Military Studies" (Routledge, 2013), "Researching the Military" (Routledge, 2016) e "Understanding the Impact of Social Research on the Military" (Routledge, 2022).

## Ligações Externas
- Memória das Ciências Sociais em Portugal | Helena Carreiras (entrevista)
- RTP | Photomaton | Uma mulher à frente do Instituto de Defesa Nacional